# Родники (платформа Казанского направления)

Родники́ — железнодорожная платформа Казанского направления МЖД в посёлке Родники Раменского района Московской области.
Названа по посёлку, современное название получила в 2002 году. До этого называлась «Пл. 33 км».
Состоит из двух боковых пассажирских платформ. Переход пассажиров между платформами осуществляется по настилам через пути. Не оборудована турникетами.
Западнее платформы — путепровод Егорьевского шоссе над железнодорожными путями.
Время движения от Казанского вокзала — от 40 до 50 минут.